# 鳥追い
鳥追い（とりおい）とは、小正月（1月14日 - 15日）に行われる年中行事のひとつ。また、正月の祝い芸として各戸を回って鳥追い唄を歌う門付芸人のことも指す。

## 農村行事として
主に東日本の農村において行われる行事で、田畑を鳥の被害（食害）から守ることを祈念して行われる。この行事は、主に子どもが主役となって行われ、地域によってやり方は異なるが、木や藁・正月に使われた注連縄などで小屋をつくり、その小屋を小正月の夜に燃やすものや、子どもたちが鳥追いの歌を歌いながら村の中を回ったり、村境まで行くものなどがある。
新潟県上越市の俗信として、隣町と鳥追い歌を歌い合うが、隣町より早く歌わないと害鳥が全て来てしまう、また、鳥追いに出る時は騒いで行くが、帰りは静かに帰らないと鳥が戻って来るとされた。福島県では子供達が鐘や拍子木を用いて村外れまで行き、その後、隣部落の子供達と雪合戦や石合戦をする行事となっている。

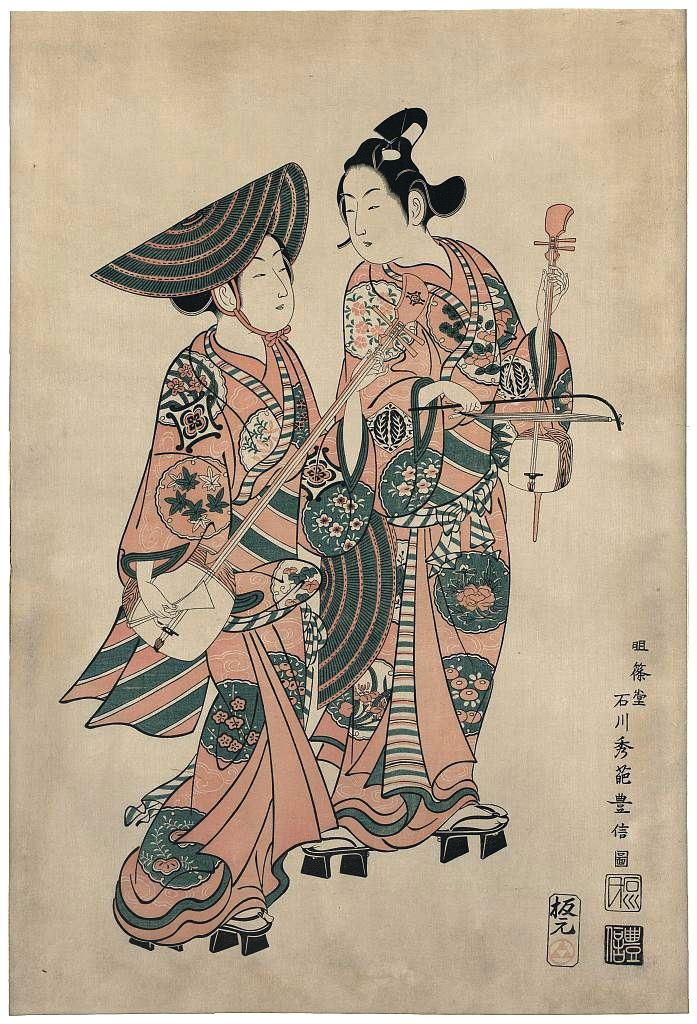
鳥追いに扮した尾上菊五郎と中村清三郎。石川豊信（18世紀）画。江戸時代。

## 門付芸として

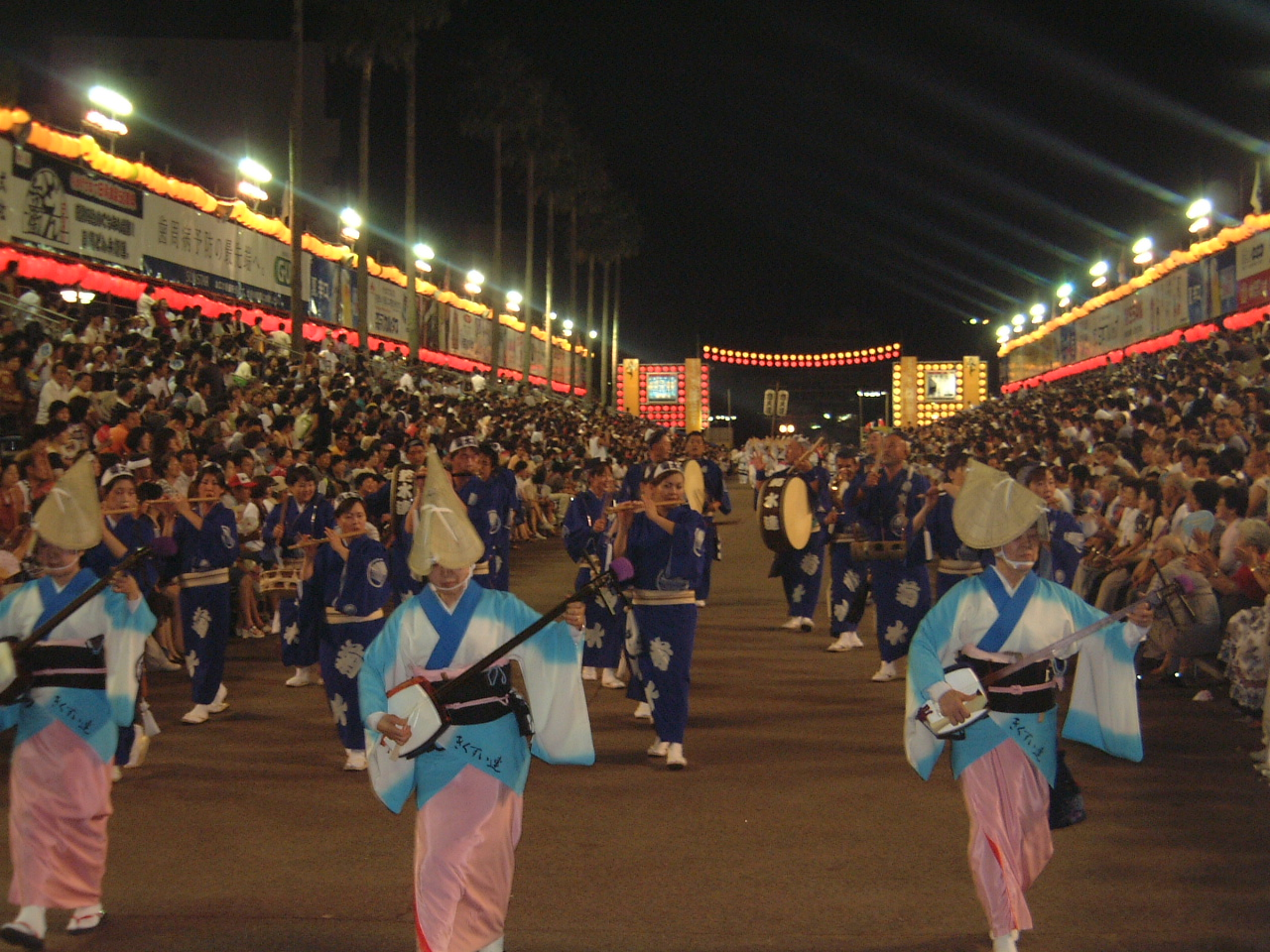
阿波踊りの女性の衣装

阿波踊りの女性の扮装はこの鳥追い女の風俗がもとになっている。
京都では物乞いが人家の門口で扇を叩きながら祝いの歌を歌い、金銭を乞う。

## 民話・伝説
静岡県浜松市寺島町（寺島八幡地）の伝説として、享保3年（1718年）、秋の収穫期になるとスズメの大群が稲穂を荒らし、これに困った農民が村の地蔵尊に願うと、翌朝、田んぼには一羽も見当たらず、地蔵の足が泥だらけになっていた。そのため、地蔵がスズメを追い払ったとして、以来、「鳥追地蔵」として手厚く祀られるようになった。